# 2000年シドニーオリンピックのコスタリカ選手団
2000年シドニーオリンピックのコスタリカ選手団（2000ねんシドニーオリンピックのコスタリカせんしゅだん）は、2000年9月15日から10月1日にかけてオーストラリアのニューサウスウェールズ州シドニーで開催された2000年シドニーオリンピックのコスタリカ選手団、およびその競技結果。

## 概要
今大会は銅メダル2個、合計2個のメダルを獲得した。

## メダル
| メダル | 選手名             | 競技 | 種目           |
| ------ | ------------------ | ---- | -------------- |
| 銅     | クラウディア・ポル | 競泳 | 女子200m自由形 |
| 銅     | クラウディア・ポル | 競泳 | 女子400m自由形 |